# Walking Tall: Lone Justice
Walking Tall: Lone Justice (br: Com as próprias mãos 3: Vingança solitária; pt: Justiceiro Incorruptível 3: Justiça solitária) é um filme americano lançado em 2007, do gênero ação, dirigido por Tripp Reed.

## Sinopse
Nick (Kevin Sorbo) se aposenta deixando de ser o xerife da cidade e segue para Dallas. Lá ele pretende começar uma nova vida com uma agente do FBI e sua filha de 12 anos. O fato de ser somente o "namorado" da moça já é difícil o suficiente para Nick, mas as coisas ficam ainda piores quando um traficante cruel ataca várias testemunhas chave de um caso federal. Desta vez Nick se encontra no meio de uma guerra sem poder confiar em ninguém. Ele está em terreno inimigo e se encontra bem na mira de um exército violento de malfeitores. A ideia de justiça de Nick parece não estar em vigor nas ruas da cidade, mas ele fará de tudo para restabelecer a ordem. 
Sequência do filme Walking Tall: The Payback de 2007.